# WWE SmackDown vs. Raw 2008
WWE SmackDown vs. Raw 2008 — компьютерная игра, разработчиком которой является Yuke’s, издателем — THQ. Игра была выпущена для PlayStation 2, PlayStation 3, PlayStation Portable, Wii, Nintendo DS, Xbox 360, а также для мобильных систем. Это девятая компьютерная игра из серии WWE, являющаяся продолжением WWE Smackdown vs. Raw 2007, и продолженная игрой WWE SmackDown vs. Raw 2009. Игра вышла в продажу 9 ноября 2007 года в Европе, 13 ноября того же года — в США. Amaze Entertainment занималась портированием игры на Nintendo DS.
Основой игре служит федерация профессионального реслинга — World Wrestling Entertainment (WWE). Даже название игры содержит названия двух брендов промоушена — SmackDown и Raw. Впервые игра содержала и третий промоушен — ныне упразднённый ECW. Впервые игра появилась и для всех консолей нового поколения.

## Игровой процесс
У каждого рестлера теперь есть две категории стиля боя — основной и второстепенный. Каждый стиль имеет преимущества и недостатки в отдельных типах матчей Существует восемь стилей: «летун» (high-flyer), «хардкор-боец» (hardcore), «мастер болевых» (submission artist), «мощный боец» (powerhouse), «показушник» (showman), «дебошир» (brawler), «хил» (dirty) и «техник» (technical). Вдобавок к этому, ещё на ранних стадиях разработки Кори Ледезма (креативный менеджер THQ) заявил, что в планах имеется полная переработка большинства анимаций.
Была представлена новая система болевых, которая позволяет сильнее задействовать аналоговое управление стиками в игре. Игрок теперь сам решает, насколько сильным будет болевой, двигая стик в определённых направлениях. Таким же образом, игроку предстоит выбираться из болевых, используя аналоговый стик.
В игре представлен возрождённый бренд ECW, два основных бренда не изменились — это всё те же RAW и SmackDown. Логотип ECW так же присутствует на обложке игры. Внесение части ECW привнесло в игру большое количество орудий, которые можно использовать в игре — гитары, палки, обмотанные колючей проволокой и многое другое. Столы могут быть подожжены в совокупности с колючей проволокой на палках. Несмотря на включение бренда, заголовок по-прежнему был SmackDown! vs. Raw, хотя в ранних лого включалось и «ECW Invasion». Позже логотип вернулся к стандартному, а на обложке лишь появилось «Featuring ECW».
В игру включены PPV-арены и арены «еженедельников» WWE 2006 и 2007 года.

### Режимы
В игре позволяется играть в различных режимах, с различными целями и настройками. Режимы Сезон и Генеральный Менеджер (Season и General Manager соответственно) объединены в один режим — WWE 24/7, берущий своё название у сервиса WWE 24/7 Classics: Video on Demand. Игроки выбирают, будут они играть за одного из персонажей игры (к ним же относятся и созданные в редакторе персонажей рестлеры и Дивы), либо будут генеральным менеджером одного из брендов. Играя за рестлера, целью является достичь статуса «легенды». Во время достижения этой цели, игрок будет выигрывать матчи, взаимодействовать с другими рестлерами (объединяться в команды либо враждовать), зарабатывать популярность. Помимо всего этого, у рестлера будет и закулисная жизнь: ему требуются тренировки, отдых и другие занятия вне рестлинга, и всё это будет давать как положительные, так и негативные эффекты.
Игра за генерального менеджера схожа с этим же режимом в предыдущих частях серии. В SmackDown vs. Raw 2008 сначала необходимо выбрать генерального менеджера — это Джонатан Коучмэн для Raw, Теодор Лонг для SmackDown и Томми Дример для ECW. Внедрён и драфт — обмен рестлеров между ростерами трёх брендов. В игре, как и в жизни, генеральный менеджер принимает серьёзные решения, назначает матчи и многое другое. Новшеством в игре стал режим Турнир (Tournament Mode), который позволяет, управляя одним рестлером, пройти через различные турниры WWE, такие как Beat The Clock Challenge (тот, кто быстрее всех победил своего соперника, побеждает в турнире), King of the Ring Tournament (турнир «Король Ринга» — обычный вид турнира, в котором различные рестлеры проходят через четвертьфиналы, полуфиналы, в финале борются за право быть Королём Ринга), а также Money in the Bank Tournament (матчи за квалификацию в матч Money in the Bank). Игра позволяет создать и свой собственный турнир. (не было доступно для Nintendo DS и мобильных устройств). Как и прежде, игроку позволяется бороться за титулы, а позже защищать их. В игре присутствуют титулы 2007 года, титулы из предыдущей игры серии — WWE SmackDown vs. Raw 2007 и, впервые, титул ECW.

## Стили боя
В игре была представлена система стилей боя, которая, впрочем, никогда больше и не появилась в серии. Каждый стиль давал рестлеру определённый набор умений и способностей. Некоторые стили позволяли использовать уникальный приём, когда появлялась иконка Finisher (завершающего приёма).
Стилей в игре восемь — это «летун» (high-flyer), «хардкор-боец» (hardcore), «мастер болевых» (submission artist), «мощный боец» (powerhouse), «показушник» (showman), «дебошир» (brawler), «хил» (dirty) и «техник» (technical). Несмотря на интересность с виду, система была раскритикована: стандартные наборы давали рестлерам возможности, которые те никогда не использовали, а вместе с этим не давали исполнять стандартные и используемые тем или иным рестлером приёмы. Вместе с этим, с определённым стилем боя лимитировалось количество приёмов в Create-a-Moveset режиме.
«Мощные бойцы» могут с легкостью вырываться из удержаний, вместе с этим у них сильные удары руками. Они могут совершать сильные отталкивания (Irish Whip), которые могут наносить ущерб при попадании противника в угол ринга, а если рестлер с этим стилем оттолкнёт оппонента в канаты, тот может улететь на маты. Специальная особенность стиля — способность под названием Ярость (Rampage), под действием которого все приёмы и удары рестлера не могут быть реверсированы или заблокированы.
«Техники» на автомате реверсируют все быстрые приёмы с захвата до тех пор, пока не встретятся с мощным кулаком. Они так же могут проводить приёмы на противников за ринг. Их специальная способность — реверсирование каждой атаки в лимитированное время.
«Показушники» — один из обычных видов. Проведение приёмов и таунтов (насмешек) быстрее приводит их к завершающим приёмам. Они имеют две специальные способности. Одна из них — проведение таунтов соперника, и, если насмешка не была прервана, соперник не может повышать моментум-бар определённое время. Таким же образом, они могут проводить завершающие приёмы соперника. Тем не менее, «сворованный» приём проводится гораздо слабее оригинального.
Наиболее стандартный класс — «Дебошир». Они могут садиться на оппонента и наносить удары по голове, могут использовать комбинацию, содержащую от трёх до пяти разнообразных ударов. Если первый удар пришёлся в цель, защищающийся рестлер уже не может заблокировать, реверсировать или избежать остальных ударов комбинации. Специальная способность — «Магазин Уничтожения» («Wreck Shop»), временный эффект, не позволяющий противнику ни нанести удар самому, ни реверсировать ваши.
«Летуны» могут исполнять различные акробатические приёмы с канатов. Специальная способность — «удержание-опоссум» — притворившись искалеченным, внезапно свернуть противника. Из этого удержания труднее вырваться.
«Мастера болевых» могут легче выбираться из болевых и, соответственно, им проще заставить соперника сдаться.
«Хилы» могут проводить грязные приёмы, которые позволяют быстрее повышать моментум-бар. Снятие защитной подушки с угла ринга и использование различных орудий также может помочь им в достижении способности проведения своих коронных приёмов. Они могут использовать рефери как живой щит, защищаясь от атак соперника. Специальной способностью являются тычок в глаз пальцем и удар между ног — приёмы, наносящие сильный урон.
«Хардкорные борцы» получают бонусы к росту моментум-бара, используя оружие. С оружием в руках они могут исполнять приёмы, которые никто другой сделать не может. Если они пытаются использовать стул для удара с полным моментум-баром, удар превращается в ДДТ на стул. Если на их лице появляется кровь, они тут же получают полный моментум-бар. Их специальное действие может быть исполнено только со стулом в руках — они бьют сами себя стулом по голове до крови, получая критические повреждения головы, но при этом полный моментум-бар.

## Ростер
В связи с появлением ECW в игре, появились и рестлеры этого бренда — Томми Дример, СМ Панк, Элайджа Бёрк и Келли Келли. Группировка Cryme Tyme, MVP и Эшли впервые появились в игре как играбельные персонажи. Вместе с этим, дебюты совершили: Кенни Дайкстра, Маркус Кор Вон, Сэндмен и Сабу. Мишель МакКул совершила своё возвращение в игру — её не было с WWE SmackDown vs. Raw 2006. Бобби Лэшли, Грегори Хэлмс (в гиммике «The Hurricane» появился в качестве неиграбельного персонажа в WWE SmackDown vs. Raw 2011 в режиме Road to WrestleMania в сюжетной линии за Кристиана и Рея Мистерио) и Торри Вилсон появились в игре в последний раз (Мик Фоли вернулся в серию в WWE '12). Впервые с WWE SmackDown! Shut Your Mouth, как играбельный персонаж появился Джефф Харди. Последнее появление Джона Хеннигана в качестве Джонни Найтро также было совершено в этой игре — в WWE SmackDown vs. Raw 2009 он уже был под псевдонимом Джон Моррисон. Эта игры стала финальной для гиммика Рэнди Ортона — Legend Killer. Это первая игра, в которой Джон Сина не был использован в гиммике рэпера. WWE SmackDown vs. Raw 2008 в последний раз использовала RAW-арену с титантроном-параллелограммом и SmackDown-арену с оформлением в виде кулака — в следующем году арены были унифицированы под один сет оформления.
WWE SmackDown vs. Raw 2008 была единственной, содержащей ростер легенд ECW. В него входили по умолчанию: Сабу, Терри Фанк и Томми Дример. Сэндмен был в ростере RAW.
Это была первая игра, в которой никаким образом не был представлен Крис Бенуа в связи с его двойным убийством и последующим суицидом в конце июня 2007 года. Весь материал, включая все виды Crossface и Diving Headbutt были вырезаны. Но тем не менее, можно найти выход на ринг, схожий с оригинальным из WWE SmackDown vs. Raw 2007.
Впервые в серии не был представлен Биг Шоу.

### Чемпионы
- SmackDown!:
  - Эдж—World Heavyweight Champion
  - Батиста и Рэй Мистерио—WWE Tag Team Champions
  - Montel Vontavious Porter—WWE United States Champion
  - Чаво Герреро—WWE Cruiserweight Champion[англ.]
- Raw:
  - Джон Сина—WWE Champion
  - The Hardys (Мэтт и Джефф)—World Tag Team Champions
  - Умага—WWE Intercontinental Champion
  - Мелина—WWE Women’s Champion
- ECW:
  - Johnny Nitro—ECW Champion

## Саундтрек
| Исполнитель    | Песня                           |
| -------------- | ------------------------------- |
| 8Ball & MJG    | «Stand Up»                      |
| AM Conspiracy  | «Right on Time»                 |
| AM Conspiracy  | «Welt»                          |
| Chevelle       | «Well Enough Alone»             |
| Hellyeah       | «You Wouldn’t Know»             |
| Nobody Famous  | «Go Hard»                       |
| Nonpoint       | «Everybody Down»*               |
| Project 86     | «Evil (A Chorus of Resistance)» |
| Project 86     | «Put Your Lips to the TV»       |
| Puddle of Mudd | «Famous»                        |
| Sevendust      | «Driven»                        |
| Sevendust      | «Feed»                          |

* Версия песни в игре отличается от оригинала.

## Разработка

Кейн и Рей Мистерио на ринге. Это — один из ранних скриншотов: об этом говорит костюм Рея Мистерио, который был изменён в финальной версии.

### PlayStation 2
Графика и геймплей схожи с прошлогодними.

### Xbox 360 & PlayStation 3
В версии для Xbox 360 была возможность использовать свою музыку, импортированную в игру, для выходов рестлеров на ринг. PS3 этой возможности не имела, но зато в версии для неё был доступен вид от первого лица в выходах на ринг. «Управлять взглядом» рестлера было возможно с помощью стиков на контроллере.
Для PS3 вышло издание «Collector’s Edition», в которое входили: DVD-диск с деталями об игре, коллекционная карточка с Келли Келли и буклет с изображениями коронных приёмов некоторых рестлеров.
Xbox 360 тоже не осталась без коллекционных изданий — два набора под названиями «High Filyer» и «Dirty» содержали футболки «I’m a High Flyer» и «I fight Dirty» соответственно для своего набора, календарь с Келли Келли, 8 почтовых открыток «Fighting Styles» и мини-гид по «Create-a-Superstar». Весь набор был укомплектован в специальный кейс.

### Wii
Instead of featuring 24/7 mode, it features Main Event Mode, where you can play as a created superstar and rise to the top. The Wii version of the game features only chairs as the exclusive weapons.

### PSP
В игре была та же графика, что и в предыдущих частях, но, эксклюзивно для этой консоли были доступны Сержант Слотер, Эдди Герреро и Джим Нейдхарт.

### Матчи
В последний раз в серии появился матч Buried Alive — в сиквеле, как и в последующих частях этого матча не было. Большой «отпуск» сделал «Parking Lot Brawl» — драка на парковке. Этот тип матча появился только в WWE SmackDown vs. Raw 2011.

## Отзывы
| Сводный рейтинг                    | Сводный рейтинг | Сводный рейтинг | Сводный рейтинг | Сводный рейтинг | Сводный рейтинг | Сводный рейтинг |
| Издание                            | Оценка          | Оценка          | Оценка          | Оценка          | Оценка          | Оценка          |
| Издание                            | DS              | PS2             | PS3             | PSP             | Wii             | Xbox 360        |
| ---------------------------------- | --------------- | --------------- | --------------- | --------------- | --------------- | --------------- |
| GameRankings                       | 61,64 %         | 73,60 %         | 71,72 %         | 66,20 %         | 59,14 %         | 70,47 %         |
| Metacritic                         | 61/100          | 71/100          | 74/100          | 68/100          | 59/100          | 71/100          |
| Иноязычные издания                 |                 |                 |                 |                 |                 |                 |
| Издание                            | Оценка          | Оценка          | Оценка          | Оценка          | Оценка          | Оценка          |
| Издание                            | DS              | PS2             | PS3             | PSP             | Wii             | Xbox 360        |
| EGM                                | N/A             | N/A             | N/A             | N/A             | N/A             | 6,83/10         |
| Eurogamer                          | N/A             | N/A             | N/A             | N/A             | N/A             | 6/10            |
| Game Informer                      | N/A             | N/A             | 8/10            | N/A             | N/A             | 8/10            |
| GamePro                            | N/A             | N/A             | [ 29 ]          | N/A             | N/A             | [ 30 ]          |
| GameRevolution                     | N/A             | C               | C               | N/A             | N/A             | C               |
| GameSpot                           | 6,5/10          | 6,5/10          | 6,5/10          | N/A             | 4,5/10          | 6,5/10          |
| GameSpy                            | [ 35 ]          | N/A             | [ 36 ]          | N/A             | N/A             | [ 36 ]          |
| GameTrailers                       | N/A             | N/A             | 7,4/10          | N/A             | N/A             | 7,4/10          |
| GameZone                           | 7/10            | 7/10            | 7,5/10          | 6,5/10          | 7,5/10          | 7/10            |
| IGN                                | 7/10            | 6,8/10          | 7,5/10          | 6,5/10          | 7,5/10          | 7,8/10          |
| Nintendo Power                     | N/A             | N/A             | N/A             | N/A             | 6,5/10          | N/A             |
| OXM                                | N/A             | N/A             | N/A             | N/A             | N/A             | 8,5/10          |
| PlayStation: The Official Magazine | N/A             | 8,5/10          | 9/10            | N/A             | N/A             | N/A             |

Игра получила в основном неоднозначные и негативные отзывы за отсутствие больших изменений в геймплее и была сильно раскритикована за «отставание от стандартов», как, впрочем, и предыдущие игры серии. На GameRankings игра имеет 73,60 %, 61,40 %, 66,20 %, 71,72 %, 70,25 % and 61,07 % соответственно для каждой консоли. The Official Xbox Magazine дал игре 8.5/10. Game Informer поставил SmackDown vs. Raw 2008 8/10. Судя по оценкам, игра получила самые маленькие оценки в серии.